# Дискография Roxy Music
Дискография британской рок-группы Roxy Music насчитывает 8 студийных альбомов, 2 мини-альбома, 24 сингла, 8 видеоальбомов, 10 концертных альбомов, 9 сборников.
Дебютный альбом Roxy Music представлял собой сплав таких стилей, как прогрессивный рок, психоделический рок, арт-рок и глэм-рок, а также нескольких других. Альбом оказался весьма успешным в коммерческом плане, заняв десятое место в Великобритании и получив золотой статус. Дебютный сингл «Virginia Plain» добрался до четвёртой строчки в британском чарте синглов, а также оказался в хит-параде Австрии. Следующий альбом, For Your Pleasure, по популярности превзошёл своего предшественника и занял четвёртое место в британском чарте альбомов, но в США не достиг особого успеха и остался незамеченным. С каждым последующим альбомом группа продолжала завоёвывать всё новые рынки. Изданный в 1973 году альбом Stranded занял четырнадцатое место в Норвегии, тогда как на родине коллектива он занял уже первое место. Оба альбома (For Your Pleasure и Stranded) получили золотой статус.
Благодаря выходу альбома Country Life в 1974 году Roxy Music добились успеха и в США. Альбом занял третье место а Великобритании. Siren и Country Life получили золотой статус в Британии. Композиция «Love Is the Drug», изданная в качестве сингла, заняла второе место в Британии.
В 1979 году вышел альбом Manifesto. Сингл «Dance Away» из этого альбома возглавил ирландский хит-парад. Последние два альбома группы Flesh and Blood (1980) и Avalon (1982) стали самыми заметными и успешными в её дискографии. Кавер-версия песни Джона Леннона — «Jealous Guy» заняла первое место в британском чарте синглов. В альбоме Avalon стиль группы в очередной раз изменился, на этот раз уже в сторону новой романтики, результатом чего стали продажи в 1 миллион экземпляров в США. Альбом возглавил британский и шведский хит-парады, а также хит-парады других европейских стран. В Канаде альбом был продан тиражом в 100 тысяч экземпляров и получил платиновый статус, так же как и в США, и в Британии. Сингл «More Than This» дошёл до второго места в норвежских чартах.
Хотя Roxy Music причисляют к глэм-року и арт-року, группа не ограничивалась лишь этими направлениями и экспериментировала с электронной и авангардной музыкой, а также играла новую волну. Музыканты в своей музыке использовали не только гитары и бас-гитары, но и такие инструменты, как клавишные, гобой, флейту, саксофон и синтезаторы.

## Студийные альбомы
| Год                                       | Описание                                                                            | Максимальные позиции в чартах | Максимальные позиции в чартах | Максимальные позиции в чартах | Максимальные позиции в чартах | Максимальные позиции в чартах | Максимальные позиции в чартах | Максимальные позиции в чартах | Максимальные позиции в чартах | Максимальные позиции в чартах | Максимальные позиции в чартах | Максимальные позиции в чартах | Максимальные позиции в чартах | Сертификации                                                                |
| Год                                       | Описание                                                                            | ВЕЛ                           | АВС                           | АВТ                           | БЕЛ                           | ГЕР                           | ИТА                           | КАН                           | НИД                           | НОЗ                           | НОР                           | ФРА                           | ШВЕ                           | Сертификации                                                                |
| ----------------------------------------- | ----------------------------------------------------------------------------------- | ----------------------------- | ----------------------------- | ----------------------------- | ----------------------------- | ----------------------------- | ----------------------------- | ----------------------------- | ----------------------------- | ----------------------------- | ----------------------------- | ----------------------------- | ----------------------------- | --------------------------------------------------------------------------- |
| 1972                                      | Roxy Music - Релиз: 16 июня - Лейбл: Island - Форматы: LP, CS, CD, HDCD, ЦД         | 10                            | —                             | —                             | —                             | —                             | —                             | —                             | —                             | —                             | 23                            | —                             | —                             | : Золотой                                                                   |
| 1973                                      | For Your Pleasure - Релиз: 1 мая - Лейбл: Island - Форматы: LP, CS, CD, ЦД, HDCD    | 4                             | —                             | 9                             | —                             | 28                            | —                             | —                             | —                             | —                             | 15                            | —                             | —                             | : Золотой                                                                   |
| 1973                                      | Stranded - Релиз: 1 ноября - Лейбл: Island - Форматы: LP, CD, ЦД, HDCD              | 1                             | —                             | —                             | —                             | 39                            | —                             | —                             | —                             | 37                            | 14                            | —                             | —                             | : Золотой                                                                   |
| 1974                                      | Country Life - Релиз: 15 ноября - Лейбл: Island - Форматы: LP, CS, CD, ЦД, HDCD     | 3                             | —                             | 10                            | —                             | 38                            | —                             | 48                            | —                             | 8                             | 15                            | —                             | —                             | : Золотой                                                                   |
| 1975                                      | Siren - Релиз: 24 октября - Лейбл: Island - Форматы: LP, CS, CD, HDCD, ЦД, Stereo 8 | 4                             | —                             | —                             | —                             | —                             | —                             | 53                            | 9                             | 33                            | 15                            | —                             | 8                             | : Золотой                                                                   |
| 1979                                      | Manifesto - Релиз: 1 марта - Лейбл: E.G. - Форматы: LP, CS, CD, HDCD, ЦД, Stereo 8  | 7                             | —                             | 25                            | —                             | 37                            | —                             | 24                            | 5                             | 8                             | —                             | 18                            | 11                            | : Золотой                                                                   |
| 1980                                      | Flesh + Blood - Релиз: 1 мая - Лейбл: Polydor - Форматы: LP, CD, CS, ЦД, HDCD       | 1                             | —                             | 15                            | 4                             | 6                             | —                             | 12                            | 8                             | 1                             | 6                             | 3                             | 7                             | : Платиновый : Золотой                                                      |
| 1982                                      | Avalon - Релиз: 1 мая - Лейбл: E.G. - Форматы: LP, CS, CD, ЦД, HDCD                 | 1                             | 2                             | 5                             | 1                             | 4                             | 14                            | 2                             | 1                             | 1                             | 1                             | 4                             | 1                             | Список - : Платиновый - : Золотой - : Платиновый - : Платиновый - : Золотой |
| «—» ставится, если альбом не попал в чарт |                                                                                     |                               |                               |                               |                               |                               |                               |                               |                               |                               |                               |                               |                               |                                                                             |

## Сборники
| Год                                       | Описание                                                                              | Максимальные позиции в чартах | Максимальные позиции в чартах | Максимальные позиции в чартах | Максимальные позиции в чартах | Максимальные позиции в чартах | Максимальные позиции в чартах | Максимальные позиции в чартах | Максимальные позиции в чартах | Максимальные позиции в чартах | Максимальные позиции в чартах | Максимальные позиции в чартах | Сертификации |
| Год                                       | Описание                                                                              | ВЕЛ                           | АВТ                           | БЕЛ                           | ГЕР                           | ИСП                           | КАН                           | НИД                           | НОЗ                           | НОР                           | ШВА                           | ШВЕ                           | Сертификации |
| ----------------------------------------- | ------------------------------------------------------------------------------------- | ----------------------------- | ----------------------------- | ----------------------------- | ----------------------------- | ----------------------------- | ----------------------------- | ----------------------------- | ----------------------------- | ----------------------------- | ----------------------------- | ----------------------------- | ------------ |
| 1977                                      | Greatest Hits - Релиз: 1 ноября - Лейбл: Polydor - Форматы: LP, CS                    | 20                            | —                             | —                             | —                             | —                             | —                             | —                             | —                             | —                             | —                             | —                             | : Золотой    |
| 1983                                      | The Atlantic Years 1973 — 1980 - Релиз: 1 октября - Лейбл: Atco - Форматы: LP, CS, CD | 23                            | —                             | —                             | 62                            | —                             | 88                            | 46                            | 31                            | —                             | —                             | —                             | : Золотой    |
| 1996                                      | The Greatest (Roxy Music) - Релиз: Март - Лейбл: EMI - Формат: CD                     | —                             | —                             | —                             | —                             | —                             | —                             | —                             | —                             | —                             | —                             | —                             |              |
| 2000                                      | The Early Years - Релиз: - Лейбл: Virgin - Формат: CD, ЦД, HDCD                       | —                             | —                             | —                             | —                             | —                             | —                             | —                             | —                             | —                             | —                             | —                             |              |
| 2001                                      | The Best of Roxy Music - Релиз: 11 июня - Лейбл: Virgin - Форматы: CD, CS, SACD, ЦД   | 12                            | 27                            | 25                            | 19                            | 95                            | —                             | —                             | —                             | —                             | 35                            | —                             | : Золотой    |
| 2004                                      | The Collection - Релиз: - Лейбл: EMI - Форматы: CD, ЦД                                | —                             | —                             | —                             | —                             | —                             | —                             | —                             | —                             | —                             | —                             | —                             |              |
| 2009                                      | 12 of Their Greatest Hits - Релиз: - Лейбл: UpFront, The Mail on Sunday - Формат: CD  | —                             | —                             | —                             | —                             | —                             | —                             | —                             | —                             | —                             | —                             | —                             |              |
| 2011                                      | Essential - Релиз: - Лейбл: Virgin, EMI - Форматы: CD, ЦД                             | —                             | —                             | —                             | —                             | —                             | —                             | —                             | —                             | —                             | —                             | —                             |              |
| 2011                                      | Avalon/Siren - Релиз: - Лейбл: EMI - Формат: HDCD                                     | —                             | —                             | —                             | —                             | —                             | —                             | —                             | —                             | —                             | —                             | —                             |              |
| «—» ставится, если альбом не попал в чарт |                                                                                       |                               |                               |                               |                               |                               |                               |                               |                               |                               |                               |                               |              |

## Концертные альбомы
| 1976                                      | Viva! Roxy Music — The Live Roxy Music Album - Релиз: Август - Лейбл: Island - Форматы: LP, CS, CD, ЦД, HDCD, Stereo 8 | 6 | — | 48  | 94 | 2  | 20 | 10 | 9 | : Серебряный |
| 1990                                      | Heart Still Beating - Релиз: 30 октября - Лейбл: Virgin - Форматы: LP, CS, CD, ЦД, HDCD                                | — | — | —   | —  | 78 | —  | —  | — |              |
| 1998                                      | Concert Classics - Релиз: Февраль - Лейбл: Ranch Life - Формат: CD                                                     | — | — | —   | —  | —  | —  | —  | — |              |
| 2001                                      | Concerto - Релиз: 12 июня - Лейбл: Fruit Tree - Форматы: LP, CD                                                        | — | — | —   | —  | —  | —  | —  | — |              |
| 2002                                      | Ladytron - Релиз: - Лейбл: Superior - Формат: CD                                                                       | — | — | —   | —  | —  | —  | —  | — |              |
| 2002                                      | Reflection - Релиз: - Лейбл: NMC Music - Формат: CD                                                                    | — | — | —   | —  | —  | —  | —  | — |              |
| 2003                                      | Live - Релиз: - Лейбл: Eagle - Формат: CD                                                                              | — | — | 100 | —  | —  | —  | —  | — |              |
| 2008                                      | Live in America - Релиз: - Лейбл: Concert Classics - Форматы: CD, ЦД                                                   | — | — | —   | —  | —  | —  | —  | — |              |
| 2008                                      | Live at the Apollo - Релиз: 19 мая - Лейбл: Laminmoor Ltd. - Формат: CD (+ DVD)                                        | — | — | —   | —  | —  | —  | —  | — |              |
| 2008                                      | Live at Rainbow Music Hall - Релиз: 19 февраля - Лейблы: Eurotrend, MCP - Формат: CD                                   | — | — | —   | —  | —  | —  | —  | — |              |
| «—» ставится, если альбом не попал в чарт | |   |   |     |    |    |    |    |   |              |

## Видеоальбомы
| 1983                                      | The High Road - Релиз: - Лейбл: Polygram - Форматы: LD, DVD        | — | — | — | — | — | — | — |  |
| 1990                                      | Total Recall - Релиз: - Лейблы: Virgin, E.G - Формат: VHS, LD      | — | — | — | — | — | — | — |  |
| 1995                                      | Video Collection - Релиз: - Лейбл: Virgin - Формат: VHS            | — | — | — | — | — | — | — |  |
| 2000                                      | Valentine - Релиз: - Лейбл: Burning Airlines - Форматы: CD, VCD    | — | — | — | — | — | — | — |  |
| 2001                                      | Musiklanden - Релиз: - Лейбл: ARD Video - Формат: DVD              | — | — | — | — | — | — | — |  |
| 2007                                      | The Thrill of It All - Релиз: - Лейбл: Virgin - Формат: DVD        | — | — | — | — | — | — | — |  |
| 2007                                      | On the Road Live - Релиз: - Лейбл: ILC Entertainment - Формат: DVD | — | — | — | — | — | — | — |  |
| 2007                                      | Roxy Music - Релиз: - Лейбл: Feria Music, Top Tape - Формат: DVD   | — | — | — | — | — | — | — |  |
| «—» ставится, если альбом не попал в чарт |                                                                    |   |   |   |   |   |   |   |  |

Комментарии
- Иногда по ошибке релиз Inside Roxy Music 1972—1974 относят к видеоальбомам, но он не входит в официальную дискографию[45].

## Бокс-сеты
| 1981                                      | The First 7 Albums - Релиз: - Лейблы: E.G.,Polydor - Формат: 7хLP              | — | —       | —  | —  | — | — | — |  |
| 1989                                      | The Early Years - Релиз: - Лейбл: E.G. - Формат: 4xCD                          | — | —       | —  | —  | — | — | — |  |
| 1989                                      | The Later Years - Релиз: - Лейбл: E.G. - Формат: 4xCD                          | — | —       | —  | —  | — | — | — |  |
| 1992                                      | Collector’s Edition - Релиз: - Лейбл: Virgin - Формат: 3xCD                    | — | —       | —  | —  | — | — | — |  |
| 1995                                      | The Thrill of It All - Релиз: - Лейбл: Virgin - Формат: 4xCD                   | — | —       | —  | —  | — | — | — |  |
| 2010                                      | Glam! The Photography of Mick Rock - Релиз: - Лейблы: EMI, Virgin - Формат: LP | — | —       | —  | —  | — | — | — |  |
| 2012                                      | The Complete Studio Recordings - Релиз: 31 июля - Лейбл: Virgin - Формат: 8xCD | — | 104/137 | 20 | 91 | — | — | — |  |
| 2012                                      | 5 Album Set - Релиз: - Лейбл: EMI - Формат: 5xCD, HDCD                         | — | —       | —  | —  | — | — | — |  |
| «—» ставится, если альбом не попал в чарт |                                                                                |   |         |    |    |   |   |   |  |

## Мини-альбомы
| 1983                                      | The High Road - Релиз: Март - Лейблы: Warner Bros., E.G. - Форматы: LP, CS | 26 | — | 25 | 5 | 11 | 21 | — | 22 |  |
| 2010                                      | Remixes (Blue) - Релиз: 21 февраля - Лейбл: Virgin - Формат: ЦД            | —  | — | —  | — | —  | —  | — | —  |  |
| «—» ставится, если альбом не попал в чарт |                                                                            |    |   |    |   |    |    |   |    |  |

## Синглы
| Год                                      | Описание                     | Максимальные позиции в чартах | Максимальные позиции в чартах | Максимальные позиции в чартах | Максимальные позиции в чартах | Максимальные позиции в чартах | Максимальные позиции в чартах | Максимальные позиции в чартах | Максимальные позиции в чартах | Максимальные позиции в чартах | Максимальные позиции в чартах | Максимальные позиции в чартах | Максимальные позиции в чартах | Максимальные позиции в чартах | Максимальные позиции в чартах | Максимальные позиции в чартах | Максимальные позиции в чартах | Альбом            | Сертификации |
| Год                                      | Описание                     | ВЕЛ                           | АВС                           | АВТ                           | БЕЛ                           | ГЕР                           | ИРЯ                           | ИТА                           | КАН                           | НИД                           | НОЗ                           | НОР                           | США                           | ФРА                           | ШВА                           | ШВЕ                           | ЮЖН                           | Альбом            | Сертификации |
| ---------------------------------------- | ---------------------------- | ----------------------------- | ----------------------------- | ----------------------------- | ----------------------------- | ----------------------------- | ----------------------------- | ----------------------------- | ----------------------------- | ----------------------------- | ----------------------------- | ----------------------------- | ----------------------------- | ----------------------------- | ----------------------------- | ----------------------------- | ----------------------------- | ----------------- | ------------ |
| 1972                                     | «Virginia Plain»             | 4                             | —                             | 16                            | 25                            | 20                            | 14                            | —                             | —                             | 18                            | —                             | —                             | —                             | —                             | —                             | —                             | —                             |                   |              |
| 1973                                     | «Pyjamarama»                 | 10                            | —                             | —                             | —                             | —                             | —                             | —                             | —                             | —                             | —                             | —                             | —                             | —                             | —                             | —                             | —                             |                   |              |
| 1973                                     | «Do the Strand»              | —                             | —                             | —                             | —                             | 41                            | —                             | —                             | —                             | 23                            | —                             | —                             | —                             | —                             | —                             | —                             | —                             | For Your Pleasure |              |
| 1973                                     | «Street Life/Hula-Kula»      | 9                             | —                             | —                             | —                             | 40                            | —                             | —                             | —                             | —                             | —                             | —                             | —                             | —                             | —                             | —                             | —                             | Stranded          |              |
| 1974                                     | «All I Want Is You»          | 12                            | —                             | —                             | —                             | —                             | —                             | —                             | —                             | —                             | —                             | —                             | —                             | —                             | —                             | —                             | —                             | Country Life      |              |
| 1975                                     | «Both Ends Burning»          | 25                            | —                             | —                             | —                             | —                             | 17                            | —                             | —                             | —                             | —                             | —                             | —                             | —                             | —                             | —                             | —                             | Siren             |              |
| 1975                                     | «Love is the Drug»           | 2                             | —                             | —                             | 15                            | 39                            | —                             | —                             | 3                             | 9                             | 24                            | —                             | 30                            | —                             | —                             | —                             | —                             | Siren             | : Серебряный |
| 1977                                     | «Virginia Plain/ Pyjamarama» | 11                            | —                             | —                             | —                             | —                             | —                             | —                             | —                             | —                             | —                             | —                             | —                             | —                             | —                             | —                             | —                             | Greatest Hits     |              |
| 1979                                     | «Angel Eyes»                 | 4                             | —                             | —                             | 4                             | —                             | 12                            | —                             | —                             | 13                            | 50                            | —                             | —                             | —                             | —                             | —                             | —                             | Manifesto         | : Серебряный |
| 1979                                     | «Trash»                      | 40                            | —                             | —                             | 29                            | —                             | —                             | —                             | —                             | 40                            | —                             | —                             | —                             | —                             | —                             | —                             | —                             | Manifesto         |              |
| 1979                                     | «Dance Away»                 | 2                             | —                             | —                             | 12                            | 30                            | 1                             | —                             | 75                            | 8                             | 10                            | —                             | 44                            | —                             | —                             | 20                            | —                             | Manifesto         | : Золотой    |
| 1980                                     | «The Same Old Scene»         | 12                            | —                             | —                             | 27                            | —                             | 13                            | —                             | —                             | 29                            | —                             | —                             | —                             | —                             | —                             | —                             | —                             | Flesh and Blood   |              |
| 1980                                     | «Over You»                   | 5                             | —                             | —                             | —                             | 31                            | 6                             | —                             | —                             | 24                            | 24                            | —                             | 80                            | —                             | —                             | —                             | —                             | Flesh and Blood   | : Серебряный |
| 1980                                     | «In the Midnight Hour»       | —                             | —                             | —                             | —                             | —                             | —                             | —                             | —                             | —                             | —                             | —                             | —                             | —                             | —                             | —                             | —                             | Flesh and Blood   |              |
| 1980                                     | «Oh Yeah»                    | 5                             | —                             | —                             | —                             | 14                            | 9                             | —                             | —                             | 39                            | —                             | —                             | —                             | —                             | —                             | —                             | 12                            | Flesh and Blood   |              |
| 1981                                     | «Jealous Guy»                | 1                             | —                             | 6                             | 5                             | 19                            | 3                             | —                             | —                             | 10                            | 4                             | 6                             | —                             | —                             | 4                             | 18                            | 3                             |                   | : Золотой    |
| 1982                                     | «Avalon»                     | 13                            | —                             | —                             | 5                             | 45                            | 9                             | —                             | —                             | 8                             | 37                            | —                             | —                             | 105                           | 65                            | 19                            | —                             | Avalon            |              |
| 1982                                     | «More Than This»             | 6                             | 7                             | —                             | 14                            | 24                            | 6                             | 18                            | —                             | 25                            | 12                            | 2                             | —                             | —                             | 6                             | 17                            | —                             | Avalon            | : Серебряный |
| 1982                                     | «Take a Chance with Me»      | 26                            | —                             | —                             | 12                            | 68                            | 5                             | —                             | 32                            | 20                            | —                             | —                             | —                             | —                             | —                             | —                             | —                             | Avalon            |              |
| «—» ставится, если сингл не попал в чарт |                              |                               |                               |                               |                               |                               |                               |                               |                               |                               |                               |                               |                               |                               |                               |                               |                               |                   |              |

## Совместные релизы
| Год                                       | Описание | Максимальные позиции в чартах | Максимальные позиции в чартах | Максимальные позиции в чартах | Максимальные позиции в чартах | Максимальные позиции в чартах | Максимальные позиции в чартах | Максимальные позиции в чартах | Максимальные позиции в чартах | Максимальные позиции в чартах | Максимальные позиции в чартах | Максимальные позиции в чартах | Максимальные позиции в чартах | Сертификации |
| Год                                       | Описание | ВЕЛ                           | АВС                           | АВТ                           | БЕЛ                           | ГЕР                           | КАН                           | НИД                           | НОЗ                           | НОР                           | ПОР                           | ШВА                           | ШВЕ                           | Сертификации |
| ----------------------------------------- | --- | ----------------------------- | ----------------------------- | ----------------------------- | ----------------------------- | ----------------------------- | ----------------------------- | ----------------------------- | ----------------------------- | ----------------------------- | ----------------------------- | ----------------------------- | ----------------------------- | ------------ |
| 1985                                      | Smalltown Boy/Angel Eyes - Релиз: - Лейбл: Razormaid Records - Формат: LP - Примечание: совместный релиз Roxy Music и Bronski Beat.                                        | —                             | —                             | —                             | —                             | —                             | —                             | —                             | —                             | —                             | —                             | —                             | —                             |              |
| 1986                                      | Street Life — 20 Great Hits - Релиз: - Лейбл: E.G. - Форматы: LP, CS, CD - Примечание: совместный релиз Roxy Music и Брайана Ферри.                                        | 1                             | —                             | 23                            | —                             | 14                            | 90                            | 10                            | 1                             | —                             | —                             | 12                            | —                             |              |
| 1988                                      | Let’s Stick Together - Релиз: - Лейблы: E.G., Virgin - Форматы: LP, CD - Примечание: совместный релиз Roxy Music и Брайана Ферри.                                          | —                             | —                             | —                             | —                             | —                             | —                             | —                             | —                             | —                             | —                             | —                             | —                             |              |
| 1988                                      | Bryan Ferry — The Ultimate Collection With Roxy Music - Релиз: 7 ноября - Лейбл: E.G. - Форматы: LP, CS, CD, ЦД - Примечание: совместный релиз Roxy Music и Брайана Ферри. | 6                             | 11                            | —                             | —                             | 43                            | —                             | —                             | 15                            | —                             | —                             | —                             | 23                            |              |
| 1989                                      | The Price of Love - Релиз: - Лейблы: E.G., Virgin - Форматы: LP, CD - Примечание: совместный релиз Roxy Music и Брайана Ферри.                                             | —                             | —                             | —                             | —                             | —                             | —                             | —                             | —                             | —                             | —                             | —                             | —                             |              |
| 1995                                      | More Than This — The Best of Bryan Ferry + Roxy Music - Релиз: Октябрь - Лейбл: Virgin - Форматы: LP, CD - Примечание: совместный релиз Брайана Ферри и Roxy Music.        | 15                            | 9                             | —                             | 25/35                         | 91                            | —                             | —                             | 23                            | 4                             | 9                             | —                             | 31                            |              |
| 1997                                      | Tokyo Joe — The Best of Bryan Ferry & Roxy Music - Релиз: 16 мая - Лейбл: Virgin - Формат: CD, HDCD - Примечание: совместный релиз Roxy Music и Брайана Ферри.             | —                             | —                             | —                             | —                             | —                             | —                             | —                             | —                             | —                             | —                             | —                             | —                             |              |
| 1998                                      | The Best of MusikLaden Live Double Feature - Релиз: - Лейбл: Pioneer Artists - Формат: DVD - Примечание: совместный релиз Roxy Music и T-Rex.                              | —                             | —                             | —                             | —                             | —                             | —                             | —                             | —                             | —                             | —                             | —                             | —                             |              |
| 2000                                      | Slave to Love: The Best of The Ballads - Релиз: - Лейбл: Virgin - Форматы: CD, CS, HDCD - Примечание: совместный релиз Roxy Music и Брайана Ферри.                         | —                             | —                             | —                             | —                             | —                             | —                             | —                             | —                             | —                             | —                             | —                             | —                             |              |
| 2004                                      | The Platinum Collection - Релиз: - Лейбл: Virgin - Формат: CD - Примечание: совместный релиз Roxy Music и Брайана Ферри.                                                   | 17                            | —                             | —                             | —                             | —                             | —                             | 41                            | —                             | —                             | —                             | —                             | —                             |              |
| «—» ставится, если альбом не попал в чарт | |                               |                               |                               |                               |                               |                               |                               |                               |                               |                               |                               |                               |              |

## Другие издания
| Дата           | Название                    | Детали                                                                                          |
| -------------- | --------------------------- | ----------------------------------------------------------------------------------------------- |
| 5 февраля 2010 | Remixes By Cinnamon Chasers | Содержит ремиксы Cinnamon Chasers на композиции Roxy Music. Доступен для цифровой загрузки      |
| Ноябрь 2006    | Remix#01                    | Включает в себя ремиксы на композиции «Angel Eyes», «Rain, Rain, Rain» и «The Thrill of It All» |
| Январь 2007    | Remix#02                    | В издании представлены два ремикса на песни «The Same Old Scene» «The Main Thing»               |
| 2007           | Remix#03                    | Содержит ремиксы на «Editions of You» и «Virginia Plain»                                        |

## Видеоклипы
Список музыкальных видеоклипов составлен на основе информации, указанной на сайте Mvdbase.com, а также на официальном канале Roxy Music на YouTube.
| Год  | Название             | Режиссёр(ы)               |
| ---- | -------------------- | ------------------------- |
| 1972 | «Virginia Plain»     |                           |
| 1972 | «Re-Make/Re-Model»   |                           |
| 1975 | «Love is the Drug»   |                           |
| 1979 | «Trash»              | Майкл Линдсей-Хогг        |
| 1979 | «Dance Away»         | Майкл Линдсей-Хогг        |
| 1979 | «Angel Eyes»         | Билл Стюарт               |
|      | «Can’t Let Go»       | Робин Нэш                 |
|      | «Ain’t That So?»     | Майкл Линдсей-Хогг        |
| 1980 | «Eight Miles High»   |                           |
| 1980 | «The Same Old Scene» | Дэвид Маллет              |
| 1981 | «Jealous Guy»        |                           |
| 1982 | «More Than This»     |                           |
| 1982 | «Avalon»             | Ховард Гард и Ридли Скотт |

## Саундтреки
Список содержит лишь те композиции Roxy Music, которые входили в различные саундтреки, однако они не были написаны группой специально для них.
| Год  | Фильм/Игра                  | Альбом                                                     | Песня                             |
| ---- | --------------------------- | ---------------------------------------------------------- | --------------------------------- |
| 1980 | «Таймс-Сквер»               | The Original Motion Picture Soundtrack «Times Square»      | «The Same Old Scene»              |
| 1986 | «Полиция Майами»            | Miami Vice II                                              | «Lover»                           |
| 1989 | «Полиция Майами»            | The Best of Miami Vice                                     | «Lover»                           |
| 1995 | «Казино»                    | Casino (Music From The Motion Picture)                     | «Love is the Drug»                |
| 1996 | «Рассекая волны»            | Breaking The Waves — The Original Soundtrack Album         | «Virginia Plain»                  |
| 1998 | «Бархатная золотая жила»    | Velvet Goldmine — Music From The Original Motion Picture   | «Virginia Plain»                  |
| 1999 | «23»                        | 23 — Nichts Ist So Wie Es Scheint. (Original Soundtrack)   | «Love is the Drug»                |
| 2000 | «Грязь и ярость»            | Various — The Filth And The Fury — A Sex Pistols Film      | «Virginia Plain»                  |
| 2000 | «Всё возможно, детка»       | Maybe Baby — Original Soundtrack                           | «Do the Strand»                   |
| 2002 | Grand Theft Auto: Vice City | Grand Theft Auto Vice City O.S.T — Volume 3 : Emotion 98.3 | «More Than This»                  |
| 2002 | Grand Theft Auto: Vice City | Grand Theft Auto Vice City O.S.T — Greatest Hits           | «More Than This»                  |
| 2003 | «Чудесная страна»           | Wonderland Soundtrack                                      | «In Every Dream Home a Heartache» |
| 2007 | «Жизнь на Марсе»            | Life On Mars — Original Soundtrack                         | «Street Life»                     |
| 2007 | «Контроль»                  | Music From The Motion Picture Control                      | «2HB»                             |